# Ucraini
Gli ucraini (in ucraino українці?, ukraïnci) sono il gruppo etnico di maggioranza, di origine slava orientale, dell'Ucraina, con una popolazione totale compresa tra i 44 e i 47 milioni di individui di cui 37 541 700 stanziati in Ucraina (2001).

## Origini
Gli ucraini sono i discendenti di parecchi popoli che hanno vissuto in passato in vaste aree dell'Europa orientale, dal Mar Nero fino ai confini di Russia, Polonia, Moldavia, Bielorussia e Slovacchia. Questi popoli includono numerose tribù nomadi, come quelle iraniche degli Sciti e dei Sarmati, o anche greche delle colonie sulle coste del Mar Nero; i Daci, i germanici Goti e Variaghi, così come i popoli turchi dei Cazari, dei Peceneghi e dei Cumani.
Comunque, si considerano gli ucraini in maggior parte discendenti dai popoli slavi orientali mentre i popoli nomadi stanziati nelle steppe a sud hanno avuto poca influenza nel corso della storia e nel processo formativo dell'attuale identità ucraina.
Alcune tribù slave dell'est, come i Polani orientali, i Drevliani, i Siveriani, i Dulibi, i Croati Bianchi, i Tiverti e gli Ulchi vissero in medioevo in quel territorio che è lo stato ucraino. La lingua ucraina è una lingua slava dell'est e gli ucraini appartengono alla stessa suddivisione slava dei russi e dei bielorussi. Le tribù slave che oggi vivono in Ucraina sin dai tempi antichi divennero predominanti verso il V secolo d.C. quando fondarono quella che è oggi la città di Kiev, in seguito capitale del potente stato conosciuto come Rus' di Kiev. Il Kniaz Vladimir I introdusse poi il Cristianesimo nel 989.

## Storia

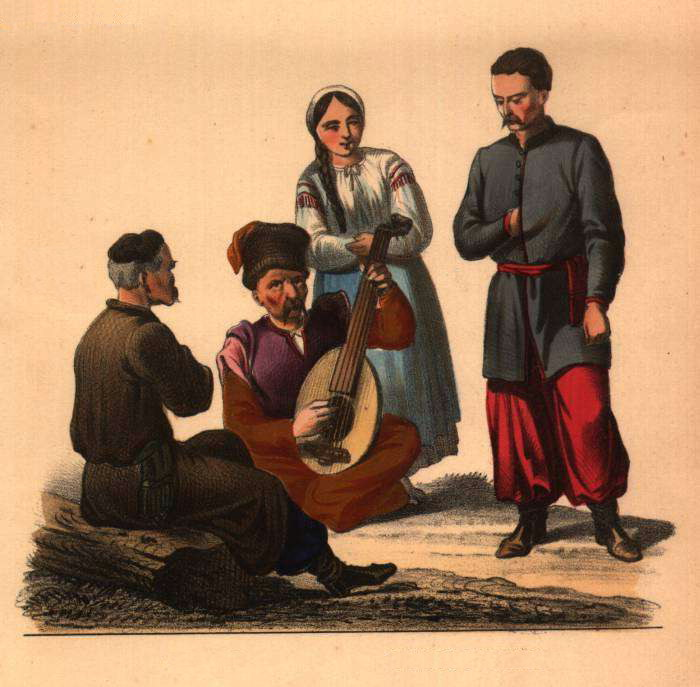
Ucraini della Galizia (litografia del 1863)

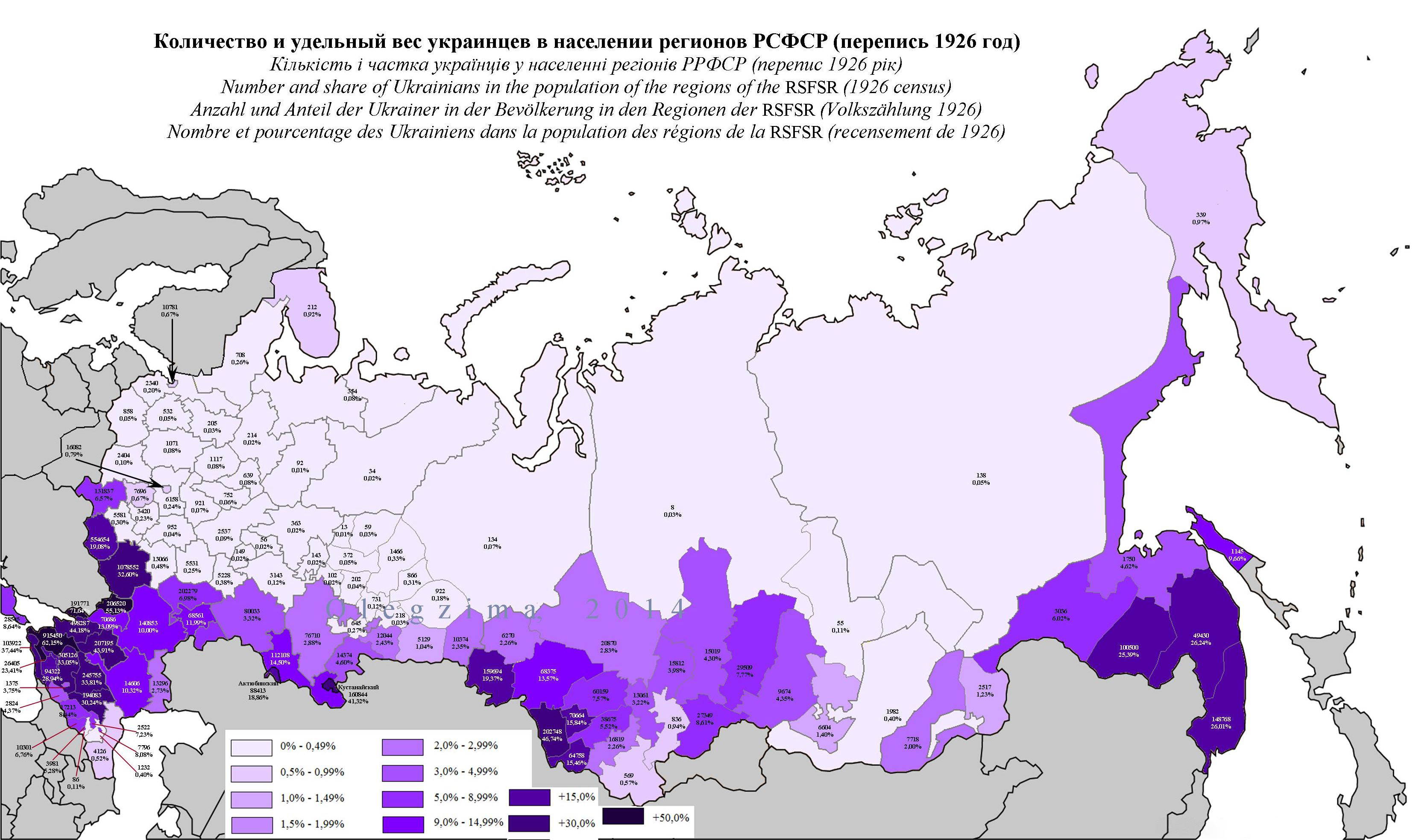
Numero e quota percentuale di ucraini nella popolazione delle regioni della RSFSR (censimento 1926)

L'Ucraina ha una storia abbastanza turbolenta, fatto questo che si spiega con la sua posizione strategica. Fino al XV secolo, gli ucraini facevano parte del vecchio blocco slavo di cui erano discendenti anche i bielorussi e i russi. In seguito, comunque, periodi di separazioni etniche e di influenze straniere hanno notevolmente contribuito a rendere meno omogenea l'identità etno-linguistica ucraina.
La storia di uno stato indipendente ucraino è cominciata con i Cosacchi. I cosacchi di Zaporižžja, sin dal XV secolo controllavano le zone a ridosso del fiume Dnipro, tra Russia, Polonia e Crimea, con la loro capitale fortificata, Zaporizhian Sich. Furono formalmente riconosciuti come stato da un trattato con la Polonia, nel 1649.
La moderna identità nazionale ucraina si sviluppò in opposizione alle dominazioni straniere durante il XIX secolo. Durante l'Impero russo, l'uso della lingua ucraina fu scoraggiato nelle scuole e nei centri istituzionali, anche se questo provvedimento ebbe poco effetto perché molti ucraini, all'epoca, erano analfabeti. La politica persecutoria verso gli ucraini fu più marcata in Polonia e nell'Impero austro-ungarico. Durante l'era sovietica, infine, la lingua ucraina fu tollerata in alcune zone e soppressa in altre.
L'Ucraina originariamente doveva far parte del Granducato di Lituania e della Confederazione polacco-lituana, in seguito dell'Impero russo, dell'Impero ottomano e dell'Impero austro-ungarico. In seguito fu annessa alla Seconda Repubblica di Polonia e poi all'Unione Sovietica. Il 24 agosto 1991 raggiunse, infine, la propria indipendenza.

## Popolazione
Gli ucraini sono uno dei maggiori gruppi etnici d'Europa. L'Ucraina ha una popolazione di circa 37 milioni di persone in prevalenza di etnia ucraina. Inoltre, circa tre milioni di cittadini russi si considerano ucraini. Un milione circa di persone, stanziate nel Distretto Federale del Sud e in Siberia, sono di chiara discendenza ucraina. Vi sono anche 2 milioni di oriundi ucraini nell'America del Nord (890 000 negli Stati Uniti d'America e 1 000 000 in Canada). Altre comunità di origine ucraina esistono in Brasile (950 000), Kazakistan (circa 500 000), Moldavia (450 000), Polonia (300 000), Bielorussia (250 000), Slovacchia (200 000) e Argentina (305 000). Vi sono piccoli gruppi di persone di origine ucraina, inoltre, in Germania, Regno Unito, Portogallo, Romania, Austria, Italia, Lettonia e negli stati sorti dalla dissoluzione della Jugoslavia. Nelle isole Svalbard, appartenenti alla Norvegia, sebbene siano in pochi, rappresentano la principale minoranza insieme ai russi.

## Religione
Gli ucraini sono per la maggior parte cristiani ortodossi; molti di essi si riconoscono nella Chiesa ortodossa ucraina che appartiene all'autorità del Patriarcato di Mosca, mentre il resto si affida al Patriarcato di Kiev. Alcuni ucraini, specialmente quelli delle zone occidentali della Galizia, appartengono invece alla Chiesa greco-cattolica ucraina. Vi sono presenti infine anche alcune chiese protestanti.

### Riferimenti online
- (EN)  "How Rusyns Became Ukrainians", Zerkalo Nedeli (the Mirror Weekly), July, 2005. Available online in Russian and in Ukrainian.
- (EN)  "When Was the Ukrainian Nation Born", Zerkalo Nedeli (the Mirror Weekly), April 23 - May 6, 2005. Available online in Russian and in Ukrainian.
- (EN)  'We are more "Russian" then them', the History of Myths and Sensations, Zerkalo Nedeli (the Mirror Weekly), January 27 - February 2, 2001. Available online in Russian and in Ukrainian.
- (EN)  "When Was the Ukrainian Nation Born", Zerkalo Nedeli (the Mirror Weekly), April 23 - May 6, 2005. Available online in Russian and in Ukrainian.
- (EN)  External Migration - the Main Cause of Ethnically non-Ukrainian Population in Modern Ukraine. Zerkalo Nedeli (the Mirror Weekly), January 26 - February 1, 2002. Available online in Russian and in Ukrainian.
- (EN)  Halyna Lozko, "Ukrainian ethnology. Ethnographic division of Ukraine" (in Ukrainian). Available online.